# Nowoołeksijiwka (rejon pokrowski)
Nowoołeksijiwka (ukr. Новоолексіївка) – wieś na Ukrainie, w obwodzie donieckim, w rejonie pokrowskim, w hromadzie Sełydowe. W 2001 liczyła 177 mieszkańców.